# کلارک (داکوتای جنوبی)
کلارک(به انگلیسی: Clark) شهری در ایالت داکوتای جنوبی کشور ایالات متحده آمریکا است که جمعیت آن در سرشماری سال ۲۰۱۰ میلادی، ۱٬۱۳۹ نفر بوده‌است.